# Донка
Донка, донна вудка — рибальська снасть, призначена для ловлі риби при самому дні.
Є комбінацією волосіні з грузилом (годівницею) і повідка з гачком, які закидаються у водойму й утримуються на течії завдяки вазі грузила (годівниці). Донкою ловлять як з берега водойм, так і з човнів, застосовуючи різні вудилища (частіше спінінг), але іноді й без них.
Різновидами донки є рибальська гумка (донна вудка з гумовим амортизатором), донка з поплавком.
Для зимового рибальства застосовується донка спеціальної конструкції. До вудилища з твердого дерева кріпиться кивок з пружинного дроту і з котушкою для запасу волосіні. Вудилище вморожують у лід біля лунки. Коли риба бере приманку, кивок здригається, а якщо риба йде, забравши принаду в рот, він, пропускаючи волосінь, безперервно коливається і здригається. Сигнали кивка помітні з 10-метрової відстані, що дозволяє стежити одночасно за клюванням на 4-5 донках.